# بريستو (أوكلاهوما)
بريستو (بالإنجليزية: Bristow, Oklahoma)‏ هي مدينة تقع في مقاطعة كريك، أوكلاهوما بولاية أوكلاهوما في الولايات المتحدة. تبلغ مساحة هذه المدينة 8.8 (كم²)، وترتفع عن سطح البحر 247 م، بلغ عدد سكانها 4528 نسمة في عام 2010 حسب إحصاء مكتب تعداد الولايات المتحدة.

## التركيبة السكانية
حدّد مكتب تعداد الولايات المتحدة بيانات التركيبة السكانية لبريستو في تعداد الولايات المتحدة. في ما يلي، التركيبة السكانية حسب تعدادي 2000 و2010.

### تعداد عام 2000
بلغ عدد سكان بريستو 4,325 نسمة بحسب تعداد عام 2000، وبلغ عدد الأسر 1,793 أسرة وعدد العائلات 1,162 عائلة مقيمة في المدينة. في حين سجلت الكثافة السكانية 463.1 نسمة لكل كيلومتر مربع (1,199.4/ميل2). وبلغ عدد الوحدات السكنية 2,019 وحدة بمتوسط كثافة قدره 216.2 لكل كيلومتر مربع (560.0/ميل2).
وتوزع التركيب العرقي للمدينة بنسبة 75.42% من البيض و8.51% من الأمريكيين الأفارقة و10.64% من الأمريكيين الأصليين و0.16% من الأمريكيين ذوي الأصول الآسيوية و0.44% من الأعراق الأخرى و4.83% من عرقين مختلطين أو أكثر و2.01% من الهسبانيون أو اللاتينيون من أي عرق.
بلغ عدد الأسر 1,793 أسرة كانت نسبة 35.4% منها لديها أطفال تحت سن الثامنة عشر تعيش معهم، وبلغت نسبة الأزواج القاطنين مع بعضهم البعض 41.7% من أصل المجموع الكلي للأسر، ونسبة 17.8% من الأسر كان لديها معيلات من الإناث دون وجود شريك،  بينما كانت نسبة 5.2% من الأسر لديها معيلون من الذكور دون وجود شريكة وكانت نسبة 35.2% من غير العائلات. تألفت نسبة 32.1% من أصل جميع الأسر من عدة أفراد يعيشون في نفس المنزل ونسبة 16.3% كانت تتألف من شخص يعيش بمفرده يبلغ من العمر 65 عاماً أو أكثر. وبلغ متوسط حجم الأسرة المعيشية 2.37، أما متوسط حجم العائلات فبلغ 2.98.
بلغ العمر الوسطي للسكان 35.8 عاماً. وكانت نسبة 27.8% من القاطنين تحت سن الثامنة عشر، وكانت نسبة 9.2% بين الثامنة عشر والرابعة والعشرين عاماً، ونسبة 24.3% كانت واقعةً في الفئة العمرية ما بين الخامسة والعشرين والرابعة والأربعين عاماً، ونسبة 20% كانت ما بين الخامسة والأربعين والرابعة والستين، ونسبة 17% كانت ضمن فئة الخامسة والستين عاماً فما فوق. يوجد لكل 100 أنثى 83.7 ذكر، ويوجد لكل 100 أنثى في الثامنة عشر من عمرها فما فوق 80.0 ذكر.
بلغ متوسط دخل الأسرة في المدينة 24,351 دولارًا، أما متوسط دخل العائلة فبلغ 31,618 دولارًا. وكان متوسط دخل الذكور 28,475 دولارًا مقابل 21,711 دولارًا للإناث. وسجل دخل الفرد الخاص بالمدينة 13,819 دولارًا. وكانت نسبة 15.8% من العائلات ونسبة 20.9% من السكان تحت خط الفقر، وكان من هؤلاء نسبة 34.5% تحت سن الثامنة عشر ونسبة 14.3% في الخامسة والستين من العمر وما فوق.

### تعداد عام 2010
بلغ عدد سكان بريستو 4,222 نسمة بحسب تعداد عام 2010، وبلغ عدد الأسر 1,737 أسرة وعدد العائلات 1,112 عائلة مقيمة في المدينة. في حين سجلت الكثافة السكانية 452 نسمة لكل كيلومتر مربع (1,170.7/ميل2). وبلغ عدد الوحدات السكنية 2,054 وحدة بمتوسط كثافة قدره 219.9 لكل كيلومتر مربع (569.5/ميل2).
وتوزع التركيب العرقي للمدينة بنسبة 70.32% من البيض و8.34% من الأمريكيين الأفارقة و10.04% من الأمريكيين الأصليين و0.36% من الأمريكيين ذوي الأصول الآسيوية و0.47% من الأعراق الأخرى و10.47% من عرقين مختلطين أو أكثر و2.94% من الهسبانيون أو اللاتينيون من أي عرق.
بلغ عدد الأسر 1,737 أسرة كانت نسبة 33.9% منها لديها أطفال تحت سن الثامنة عشر تعيش معهم، وبلغت نسبة الأزواج القاطنين مع بعضهم البعض 38.9% من أصل المجموع الكلي للأسر، ونسبة 19.6% من الأسر كان لديها معيلات من الإناث دون وجود شريك،  بينما كانت نسبة 5.5% من الأسر لديها معيلون من الذكور دون وجود شريكة وكانت نسبة 36% من غير العائلات. تألفت نسبة 31.8% من أصل جميع الأسر من عدة أفراد يعيشون في نفس المنزل ونسبة 15.3% كانت تتألف من شخص يعيش بمفرده يبلغ من العمر 65 عاماً أو أكثر. وبلغ متوسط حجم الأسرة المعيشية 2.40، أما متوسط حجم العائلات فبلغ 2.99.
بلغ العمر الوسطي للسكان 35.8 عاماً. وكانت نسبة 27.4% من القاطنين تحت سن الثامنة عشر، وكانت نسبة 8.4% بين الثامنة عشر والرابعة والعشرين عاماً، ونسبة 23.4% كانت واقعةً في الفئة العمرية ما بين الخامسة والعشرين والرابعة والأربعين عاماً، ونسبة 23.5% كانت ما بين الخامسة والأربعين والرابعة والستين، ونسبة 17.2% كانت ضمن فئة الخامسة والستين عاماً فما فوق. وتوزع التركيب الجنسي للسكان بنسبة 46.6% ذكور و53.4% إناث.

## أعلام
- روبرت هيوز
- بايلس مانينغ
- جوزيه هينسون
- كلوفيس مقصود
- جو لي ويلسون

## وصلات خارجية
- The US50 - Cities and Towns in Oklahoma State